# Eskifjörður
Eskifjörður – miejscowość nad fiordem Eskifjörður, odnogą fiordu Reyðarfjörður we wschodniej Islandii, w gminie Fjarðabyggð, nad rzeką Eskifjarðará. W 2018 roku zamieszkiwało ją 1006 osób. W krajobrazie Eskifjörður znajduje się góra Hólmatindur (985 m n.p.m.).
Miejscowość uzyskała prawa miejskie w 1974 roku, ale jako ośrodek handlowy zaistniała już pod koniec XVIII w., a 100 lat później tutejsze łowiska śledziowe przeżywały największe oblężenie. Miejscowość oferuje jedne z najtańszych na wyspie łowisk łososia. Nie posiada rozwiniętej infrastruktury turystycznej.

## Atrakcje
W Eskifjörður znajduje się Wschodnioislandzkie Muzeum Morskie, z eksponatami takimi jak: łodzie rybackie, sieci, narzędzia i inne akcesoria. Są tam również pozostałości nieczynnej kopalni o nazwie silfurberg (islandzki szpat). Znajduje się ona 9 km na wschód od Eskifjörður w Helgustaðir. Wydobycie w tej kopalni zaczęto w XVII w. Największy minerał jaki kiedykolwiek znaleziono w silfurberg ważył 230 kg i jest on obecnie wystawiony w British Museum. Kopalnia jest rezerwatem chronionym prawem. W mieście od stycznia do maja można uprawiać narciarstwo, ponieważ w tych miesiącach panują najlepsze warunki. Najdłuższa trasa wynosi 327 m i posiada sztuczne oświetlenie. Inne budynki to:
- hotel Askja
- pole namiotowe
- stacja benzynowa
- supermarket Sparakaup
- hotel Hótelíbúðir Eskifirði
- basen

## Sport
Drużyna sportowa to: KVA Eskifjörður (piłka nożna).